# Турнири АТП-а 2011.
Турнири АТП-а 2011. били су међународни професионални турнири у тенису организовани од стране Асоцијације тениских професионалаца (The Association of Tennis Professionals). Календар за 2011. чинили су Гренд слем турнири (надгледани од стране ИТФ-а), три бодовно различите серије: АТП Мастерс 1000, АТП 500 и АТП 250, Светско екипно првенство, Дејвис куп (организован од стране ИТФ-а) и Завршни турнир сезоне. Хопман куп као тимско такмичење није уврштен у распоред јер не доноси АТП поене.

## Календар турнира
Ово је комплетан распоред тениских турнира за 2011. годину са именима учесника почев од четвртфинала.

### Легенда
| Гренд слем турнири       |
| Завршно првенство сезоне |
| АТП Мастерс 1000         |
| АТП 500                  |
| АТП 250                  |
| Тимска такмичења         |

### Јануар
| Почетак               | Турнир | Победници                                          | Финалисти                     | Полуфиналисти                        | Четвртфиналисти                                                    |
| --------------------- | --- | -------------------------------------------------- | ----------------------------- | ------------------------------------ | ------------------------------------------------------------------ |
| 3. јануар             | Бризбејн , Аустралија АТП 250 372.500 $ – Тврда – 32ПО/16ПА Појединачно – Парови                                              | Робин Седерлинг 6–3, 7–5                           | Енди Родик                    | Радек Штјепанек Кевин Андерсон       | Метју Ебден Флоријан Мајер Сантијаго Хиралдо Маркос Багдатис       |
| 3. јануар             | Бризбејн , Аустралија АТП 250 372.500 $ – Тврда – 32ПО/16ПА Појединачно – Парови                                              | Лукаш Длоухи Пол Хенли 6–4 (предаја)               | Роберт Линдстет Орија Текау   | Радек Штјепанек Кевин Андерсон       | Метју Ебден Флоријан Мајер Сантијаго Хиралдо Маркос Багдатис       |
| 3. јануар             | Ченај , Индија АТП 250 398.250 $ – Тврда – 32ПО/16ПА Појединачно – Парови                                                     | Станислас Вавринка 7–5, 4–6, 6–1                   | Гзавје Малис                  | Томаш Бердих Јанко Типсаревић        | Блаж Кавчич Робин Хасе Бјерн Пау Кеј Нишикори                      |
| 3. јануар             | Ченај , Индија АТП 250 398.250 $ – Тврда – 32ПО/16ПА Појединачно – Парови                                                     | Махеш Бупати Леандер Паес 6–2, 6–7(3–7), [10–7]    | Робин Хасе Дејвид Мартин      | Томаш Бердих Јанко Типсаревић        | Блаж Кавчич Робин Хасе Бјерн Пау Кеј Нишикори                      |
| 3. јануар             | Доха , Катар АТП 250 1.024.000 $ – Тврда – 32ПО/16ПА Појединачно – Парови                                                     | Роџер Федерер 6–3, 6–4                             | Николај Давиденко             | Рафаел Надал Жо-Вилфрид Цонга        | Ернестс Гулбис Иво Карловић Гиљермо Гарсија Лопез Виктор Троицки   |
| 3. јануар             | Доха , Катар АТП 250 1.024.000 $ – Тврда – 32ПО/16ПА Појединачно – Парови                                                     | Марк Лопез Рафаел Надал 6–3, 7–6(7–4)              | Данијеле Брачали Андреас Сепи | Рафаел Надал Жо-Вилфрид Цонга        | Ернестс Гулбис Иво Карловић Гиљермо Гарсија Лопез Виктор Троицки   |
| 10. јануар            | Сиднеј , Аустралија АТП 250 372.500 $ – Тврда – 28ПО/16ПА Појединачно – Парови                                                | Жил Симон 7–5, 7–6(7–4)                            | Виктор Троицки                | Ернестс Гулбис Флоријан Мајер        | Александар Долгополов Сергиј Стаховски Ришар Гаске Потито Стараче  |
| 10. јануар            | Сиднеј , Аустралија АТП 250 372.500 $ – Тврда – 28ПО/16ПА Појединачно – Парови                                                | Лукаш Длоухи Пол Хенли 6–7(6–8), 6–3, [10–5]       | Боб Брајан Мајк Брајан        | Ернестс Гулбис Флоријан Мајер        | Александар Долгополов Сергиј Стаховски Ришар Гаске Потито Стараче  |
| 10. јануар            | Окланд , Нови Зеланд АТП 250 355.500 $ – Тврда – 28ПО/16ПА Појединачно – Парови                                               | Давид Ферер 6–3, 6–2                               | Давид Налбандијан             | Сантијаго Хиралдо Николас Алмагро    | Филип Колшрајбер Томаз Белучи Џон Изнер Адријан Манарино           |
| 10. јануар            | Окланд , Нови Зеланд АТП 250 355.500 $ – Тврда – 28ПО/16ПА Појединачно – Парови                                               | Марсел Гранољерс Томи Робредо 6–4, 7–6(8–6)        | Јохан Брунстрем Стивен Хас    | Сантијаго Хиралдо Николас Алмагро    | Филип Колшрајбер Томаз Белучи Џон Изнер Адријан Манарино           |
| 17. јануар 24. јануар | Аустралијан Опен Мелбурн, Аустралија Гренд слем 10.712.240 AU$ – Тврда 128ПО/64ПА/32МП Појединачно – Парови – Мешовити парови | Новак Ђоковић 6–4, 6–2, 6–3                        | Енди Мари                     | Роџер Федерер Давид Ферер            | Рафаел Надал Александар Долгополов Томаш Бердих Станислас Вавринка |
| 17. јануар 24. јануар | Аустралијан Опен Мелбурн, Аустралија Гренд слем 10.712.240 AU$ – Тврда 128ПО/64ПА/32МП Појединачно – Парови – Мешовити парови | Боб Брајан Мајк Брајан 6–3, 6–4                    | Махеш Бупати Леандер Паес     | Роџер Федерер Давид Ферер            | Рафаел Надал Александар Долгополов Томаш Бердих Станислас Вавринка |
| 17. јануар 24. јануар | Аустралијан Опен Мелбурн, Аустралија Гренд слем 10.712.240 AU$ – Тврда 128ПО/64ПА/32МП Појединачно – Парови – Мешовити парови | Данијел Нестор Катарина Среботник 6–3, 3–6, [10–7] | Пол Хенли Чан Јунг-Јан        | Роџер Федерер Давид Ферер            | Рафаел Надал Александар Долгополов Томаш Бердих Станислас Вавринка |
| 31. јануар            | Јоханезбург , Јужна Африка АТП 250 442.500 $ – Тврда – 32ПО/16ПА Појединачно – Парови                                         | Кевин Андерсон 4–6, 6–3, 6–2                       | Сомдев Деварман               | Адријан Манарино Изак ван дер Мерве  | Френк Данчевић Карол Бек Рик де Вест Симон Гројл                   |
| 31. јануар            | Јоханезбург , Јужна Африка АТП 250 442.500 $ – Тврда – 32ПО/16ПА Појединачно – Парови                                         | Џејмс Серетани Адил Шамасдин 6–3, 3–6, [10–7]      | Скот Липски Раџив Рам         | Адријан Манарино Изак ван дер Мерве  | Френк Данчевић Карол Бек Рик де Вест Симон Гројл                   |
| 31. јануар            | Загреб , Хрватска АТП 250 398.250 € – Тврда (д) – 32ПО/16ПА Појединачно – Парови                                              | Иван Додиг 6–3, 6–4                                | Михаел Берер                  | Флоријан Мајер Гиљермо Гарсија-Лопез | Марин Чилић Ришар Гаске Алекс Богомолов Иван Љубичић               |
| 31. јануар            | Загреб , Хрватска АТП 250 398.250 € – Тврда (д) – 32ПО/16ПА Појединачно – Парови                                              | Дик Норман Орија Текау 6–3, 6–4                    | Марсел Гранољерс Марк Лопез   | Флоријан Мајер Гиљермо Гарсија-Лопез | Марин Чилић Ришар Гаске Алекс Богомолов Иван Љубичић               |
| 31. јануар            | Сантијаго де Чиле Сантијаго, Чиле АТП 250 398.250 $ – Шљака – 32ПО/16ПА Појединачно – Парови                                  | Томи Робредо 6–2, 2–6, 7–6(7–5)                    | Сантијаго Хиралдо             | Потито Стараче Фабио Фоњини          | Орасио Зебаљос Хуан Игнасио Чела Томаз Белучи Максимо Гонзалез     |
| 31. јануар            | Сантијаго де Чиле Сантијаго, Чиле АТП 250 398.250 $ – Шљака – 32ПО/16ПА Појединачно – Парови                                  | Марсело Мело Бруно Соарес 6–3, 7–6(7–3)            | Лукаш Кубот Оливер Марах      | Потито Стараче Фабио Фоњини          | Орасио Зебаљос Хуан Игнасио Чела Томаз Белучи Максимо Гонзалез     |

### Фебруар
| Почетак     | Турнир | Победници                                                                                                  | Финалисти                                                            | Полуфиналисти                      | Четвртфиналисти                                              |
| ----------- | --- | --- | -------------------------------------------------------------------- | ---------------------------------- | ------------------------------------------------------------ |
| 7. фебруар  | Сан Хозе , САД АТП 250 531.000 $ – Тврда (д) – 32ПО/16ПА Појединачно – Парови | Милош Раонић 7–6(8–6), 7–6(7–5)                                                                            | Фернандо Вердаско                                                    | Хуан Мартин Дел Потро Гаел Монфис  | Денис Истомин Лејтон Хјуит Ричард Беранкис Тим Смичек        |
| 7. фебруар  | Сан Хозе , САД АТП 250 531.000 $ – Тврда (д) – 32ПО/16ПА Појединачно – Парови | Скот Липски Раџив Рам 6–4, 4–6, [10–8]                                                                     | Алехандро Фаља Гзавје Малис                                          | Хуан Мартин Дел Потро Гаел Монфис  | Денис Истомин Лејтон Хјуит Ричард Беранкис Тим Смичек        |
| 7. фебруар  | Ротердам , Холандија АТП 500 1.150.000 € – Тврда (д) – 32ПО/16ПА Појединачно – Парови | Робин Седерлинг 6–3, 3–6, 6–3                                                                              | Жо-Вилфрид Цонга                                                     | Виктор Троицки Иван Љубичић        | Михаил Јужни Марин Чилић Томаш Бердих Маркос Багдатис        |
| 7. фебруар  | Ротердам , Холандија АТП 500 1.150.000 € – Тврда (д) – 32ПО/16ПА Појединачно – Парови | Јирген Мелцер Филип Печнер 6–4, 3–6, [10–5]                                                                | Микаел Љодра Ненад Зимоњић                                           | Виктор Троицки Иван Љубичић        | Михаил Јужни Марин Чилић Томаш Бердих Маркос Багдатис        |
| 7. фебруар  | Коста ду Сауипе , Бразил АТП 250 442.500 $ – Шљака – 32ПО/16ПА Појединачно – Парови | Николас Алмагро 6–3, 7–6(7–3)                                                                              | Александар Долгополов                                                | Хуан Игнасио Чела Рикардо Мело     | Руи Мачадо Томаз Белучи Потито Стараче Пабло Андухар         |
| 7. фебруар  | Коста ду Сауипе , Бразил АТП 250 442.500 $ – Шљака – 32ПО/16ПА Појединачно – Парови | Марсело Мело Бруно Соарес 7–6(7–4), 6–3                                                                    | Пабло Андухар Данијел Химено-Травер                                  | Хуан Игнасио Чела Рикардо Мело     | Руи Мачадо Томаз Белучи Потито Стараче Пабло Андухар         |
| 14. фебруар | Марсеј , Француска АТП 250 512.750 € – Тврда (д) – 28ПО/16ПА Појединачно – Парови | Робин Седерлинг 6–7(8–10), 6–3, 6–3                                                                        | Марин Чилић                                                          | Дмитриј Турсунов Михаил Јужни      | Микаел Љодра Јирген Мелцер Жо-Вилфрид Цонга Томаш Бердих     |
| 14. фебруар | Марсеј , Француска АТП 250 512.750 € – Тврда (д) – 28ПО/16ПА Појединачно – Парови | Робин Хасе Кен Скупски 6–3, 6–7(4–7), [13–11]                                                              | Жилијен Бенето Жо-Вилфрид Цонга                                      | Дмитриј Турсунов Михаил Јужни      | Микаел Љодра Јирген Мелцер Жо-Вилфрид Цонга Томаш Бердих     |
| 14. фебруар | Мемфис , САД АТП 500 1.100.000 $ – Тврда (д) – 32ПО/16ПА Појединачно – Парови | Енди Родик 7–6(9–7), 6–7(11–13), 7–5                                                                       | Милош Раонић                                                         | Хуан Мартин дел Потро Марди Фиш    | Лејтон Хјуит Мајкл Расел Сем Квери Роберт Кендрик            |
| 14. фебруар | Мемфис , САД АТП 500 1.100.000 $ – Тврда (д) – 32ПО/16ПА Појединачно – Парови | Макс Мирни Данијел Нестор 6–2, 6–7(6–8), [10–3]                                                            | Ерик Буторак Жан-Жилијен Ројер                                       | Хуан Мартин дел Потро Марди Фиш    | Лејтон Хјуит Мајкл Расел Сем Квери Роберт Кендрик            |
| 14. фебруар | Буенос Ајрес , Аргентина АТП 250 475.300 $ – Шљака – 32ПО/16ПА Појединачно – Парови | Николас Алмагро 6–3, 3–6, 6–4                                                                              | Хуан Игнасио Чела                                                    | Томи Робредо Станислас Вавринка    | Хосе Акасусо Давид Налбандијан Алберт Монтањес Хуан Монако   |
| 14. фебруар | Буенос Ајрес , Аргентина АТП 250 475.300 $ – Шљака – 32ПО/16ПА Појединачно – Парови | Оливер Марах Леонардо Мајер 7–6(8–6), 6–3                                                                  | Франко Фереиро Андре Са                                              | Томи Робредо Станислас Вавринка    | Хосе Акасусо Давид Налбандијан Алберт Монтањес Хуан Монако   |
| 21. фебруар | Дубаи , Уједињени Арапски Емирати АТП 500 1.619.500 $ – Тврда – 32ПО/16ПА Појединачно – Парови | Новак Ђоковић 6–3, 6–3                                                                                     | Роџер Федерер                                                        | Ришар Гаске Томаш Бердих           | Сергиј Стаховски Жил Симон Филип Печнер Флоријан Мајер       |
| 21. фебруар | Дубаи , Уједињени Арапски Емирати АТП 500 1.619.500 $ – Тврда – 32ПО/16ПА Појединачно – Парови | Сергиј Стаховски Михаил Јужни 4–6, 6–3, [10–3]                                                             | Жереми Шарди Фелисијано Лопез                                        | Ришар Гаске Томаш Бердих           | Сергиј Стаховски Жил Симон Филип Печнер Флоријан Мајер       |
| 21. фебруар | Акапулко , Мексико АТП 500 955.000 $ – Шљака – 32ПО/16ПА Појединачно – Парови | Давид Ферер 7–6(7–4), 6–7(2–7), 6–2                                                                        | Николас Алмагро                                                      | Александар Долгополов Томаз Белучи | Хуан Монако Станислас Вавринка Сантијаго Хиралдо Лукаш Кубот |
| 21. фебруар | Акапулко , Мексико АТП 500 955.000 $ – Шљака – 32ПО/16ПА Појединачно – Парови | Виктор Ханеску Орија Текау 6–1, 6–3                                                                        | Марсело Мело Бруно Соарес                                            | Александар Долгополов Томаз Белучи | Хуан Монако Станислас Вавринка Сантијаго Хиралдо Лукаш Кубот |
| 21. фебруар | Делреј Бич , САД АТП 250 442.500 $ – Тврда – 32ПО/16ПА Појединачно – Парови | Хуан Мартин дел Потро 6–4, 6–4                                                                             | Јанко Типсаревић                                                     | Кеј Нишикори Марди Фиш             | Иван Додиг Рајан Свитинг Кевин Андерсон Алехандро Фаља       |
| 21. фебруар | Делреј Бич , САД АТП 250 442.500 $ – Тврда – 32ПО/16ПА Појединачно – Парови | Скот Липски Раџив Рам 4–6, 6–4, [10–3]                                                                     | Кристофер Кас Александер Пеја                                        | Кеј Нишикори Марди Фиш             | Иван Додиг Рајан Свитинг Кевин Андерсон Алехандро Фаља       |
| 28. фебруар | Дејвис куп – прво коло Нови Сад, Србија – Тврда (д) Борос, Шведска – Тврда (д) Острава, Чешка – Тврда (д) Буенос Ајрес, Аргентина – Шљака Сантијаго, Чиле – Шљака Шарлроа, Белгија – Тврда (д) Загреб, Хрватска – Тврда (д) Беч, Аустрија – Шљака (д) | Победници Србија 4–1 Шведска 3–2 Казахстан 3–2 Аргентина 4–1 САД 4–1 Шпанија 4–1 Немачка 3–2 Француска 3–2 | Поражени Индија Русија Чешка Румунија Чиле Белгија Хрватска Аустрија |                                    |                                                              |

### Март
| Почетак  | Турнир | Победници                                                | Финалисти                        | Полуфиналисти                       | Четвртфиналисти                                          |
| -------- | --- | -------------------------------------------------------- | -------------------------------- | ----------------------------------- | -------------------------------------------------------- |
| 7. март  | Индијан Велс мастерс Индијан Велс, САД АТП мастерс 1000 3.645.000 $ – Тврда – 96ПО/32ПА Појединачно – Парови | Новак Ђоковић 4–6, 6–3, 6–2                              | Рафаел Надал                     | Хуан Мартин дел Потро Роџер Федерер | Иво Карловић Томи Робредо Ришар Гаске Станислас Вавринка |
| 7. март  | Индијан Велс мастерс Индијан Велс, САД АТП мастерс 1000 3.645.000 $ – Тврда – 96ПО/32ПА Појединачно – Парови | Александар Долгополов Гзавје Малис 6–4, 6–7(5–7), [10–7] | Роџер Федерер Станислас Вавринка | Хуан Мартин дел Потро Роџер Федерер | Иво Карловић Томи Робредо Ришар Гаске Станислас Вавринка |
| 21. март | Мајами мастерс Мајами, САД АТП мастерс 1000 3.645.000 $ – Тврда – 96ПО/32ПА Појединачно – Парови             | Новак Ђоковић 4–6, 6–3, 7–6(7–4)                         | Рафаел Надал                     | Роџер Федерер Марди Фиш             | Томаш Бердих Жил Симон Давид Ферер Кевин Андерсон        |
| 21. март | Мајами мастерс Мајами, САД АТП мастерс 1000 3.645.000 $ – Тврда – 96ПО/32ПА Појединачно – Парови             | Махеш Бупати Леандер Паес 6–7(5–7), 6–2, [10–5]          | Макс Мирни Данијел Нестор        | Роџер Федерер Марди Фиш             | Томаш Бердих Жил Симон Давид Ферер Кевин Андерсон        |

### Април
| Почетак   | Турнир | Победници                                        | Финалисти                      | Полуфиналисти                    | Четвртфиналисти                                               |
| --------- | --- | ------------------------------------------------ | ------------------------------ | -------------------------------- | ------------------------------------------------------------- |
| 4. април  | Казабланка , Мароко AТП 250 398.250 € – Шљака – 28ПО/16ПА Појединачно – Парови                                | Пабло Андухар 6–1, 6–2                           | Потито Стараче                 | Алберт Монтањес Виктор Ханеску   | Фабио Фоњини Пере Риба Жил Симон Андреј Кузњецов              |
| 4. април  | Казабланка , Мароко AТП 250 398.250 € – Шљака – 28ПО/16ПА Појединачно – Парови                                | Роберт Линдстет Орија Текау 6–2, 6–1             | Колин Флеминг Игор Зеленај     | Алберт Монтањес Виктор Ханеску   | Фабио Фоњини Пере Риба Жил Симон Андреј Кузњецов              |
| 4. април  | Хјустон , САД ATП 250 442.500 $ – Шљака – 28ПО/16ПА Појединачно – Парови                                      | Рајан Свитинг 6–4, 7–6(7–3)                      | Кеј Нишикори                   | Пабло Куевас Иво Карловић        | Марди Фиш Гиљермо Гарсија-Лопез Џон Изнер Тејмураз Габашвили  |
| 4. април  | Хјустон , САД ATП 250 442.500 $ – Шљака – 28ПО/16ПА Појединачно – Парови                                      | Боб Брајан Мајк Брајан 6–7(4–7), 6–2, [10–5]     | Џон Изнер Сем Квери            | Пабло Куевас Иво Карловић        | Марди Фиш Гиљермо Гарсија-Лопез Џон Изнер Тејмураз Габашвили  |
| 11. април | Монте Карло мастерс Монте Карло, Монако ATП мастерс 1000 2.227.500 € – Шљака – 56ПО/24ПА Појединачно – Парови | Рафаел Надал 6–4, 7–5                            | Давид Ферер                    | Енди Мари Јирген Мелцер          | Иван Љубичић Фредерико Жил Виктор Троицки Роџер Федерер       |
| 11. април | Монте Карло мастерс Монте Карло, Монако ATП мастерс 1000 2.227.500 € – Шљака – 56ПО/24ПА Појединачно – Парови | Боб Брајан Мајк Брајан 6–3, 6–2                  | Хуан Игнасио Чела Бруно Соарес | Енди Мари Јирген Мелцер          | Иван Љубичић Фредерико Жил Виктор Троицки Роџер Федерер       |
| 18. април | Барселона , Шпанија ATП 500 1.550.000 € – Шљака – 56ПО/24ПА Појединачно – Парови                              | Рафаел Надал 6–2, 6–4                            | Давид Ферер                    | Иван Додиг Николас Алмагро       | Гаел Монфис Фелисијано Лопез Јирген Мелцер Хуан Карлос Фереро |
| 18. април | Барселона , Шпанија ATП 500 1.550.000 € – Шљака – 56ПО/24ПА Појединачно – Парови                              | Сантијаго Гонзалез Скот Липски 5–7, 6–2, [12–10] | Боб Брајан Мајк Брајан         | Иван Додиг Николас Алмагро       | Гаел Монфис Фелисијано Лопез Јирген Мелцер Хуан Карлос Фереро |
| 25. април | Минхен , Немачка ATП 250 398.250 € – Шљака – 32ПО/16ПА Појединачно – Парови                                   | Николај Давиденко 6–3, 3–6, 6–1                  | Флоријан Мајер                 | Филип Печнер Радек Штјепанек     | Потито Стараче Григор Димитров Марин Чилић Филип Колшрајбер   |
| 25. април | Минхен , Немачка ATП 250 398.250 € – Шљака – 32ПО/16ПА Појединачно – Парови                                   | Симоне Болели Орасио Зебаљос 7–6(7–3), 6–4       | Андреас Бек Кристофер Кас      | Филип Печнер Радек Штјепанек     | Потито Стараче Григор Димитров Марин Чилић Филип Колшрајбер   |
| 25. април | Београд , Србија ATП 250 373.200 € – Шљака – 28ПО/16ПА Појединачно – Парови                                   | Новак Ђоковић 7–6(7–4), 6–2                      | Фелисијано Лопез               | Јанко Типсаревић Филипо Воландри | Блаж Кавчич Сомдев Деварман Алберт Монтањес Марсел Гранољерс  |
| 25. април | Београд , Србија ATП 250 373.200 € – Шљака – 28ПО/16ПА Појединачно – Парови                                   | Франтишек Чермак Филип Полашек 7–5, 6–2          | Оливер Марах Александер Пеја   | Јанко Типсаревић Филипо Воландри | Блаж Кавчич Сомдев Деварман Алберт Монтањес Марсел Гранољерс  |
| 25. април | Есторил , Португал ATП 250 398.250 € – Шљака – 28ПО/16ПА Појединачно – Парови                                 | Хуан Мартин дел Потро 6–2, 6–2                   | Фернандо Вердаско              | Пабло Куевас Милош Раонић        | Робин Седерлинг Томаз Белучи Жил Симон Кевин Андерсон         |
| 25. април | Есторил , Португал ATП 250 398.250 € – Шљака – 28ПО/16ПА Појединачно – Парови                                 | Ерик Буторак Жан-Жилијен Ројер 6–3, 6–4          | Марк Лопез Давид Мареро        | Пабло Куевас Милош Раонић        | Робин Седерлинг Томаз Белучи Жил Симон Кевин Андерсон         |

### Мај
| Почетак         | Турнир | Победници                                       | Финалисти                           | Полуфиналисти                                          | Четвртфиналисти                                            |
| --------------- | --- | ----------------------------------------------- | ----------------------------------- | ------------------------------------------------------ | ---------------------------------------------------------- |
| 2. мај          | Мадрид мастерс Мадрид, Шпанија АТП мастерс 1000 2.835.000 € – Шљака – 56ПО/24ПА Појединачно – Парови               | Новак Ђоковић 7–5, 6–4                          | Рафаел Надал                        | Роџер Федерер Томаз Белучи                             | Микаел Љодра Робин Седерлинг Томаш Бердих Давид Ферер      |
| 2. мај          | Мадрид мастерс Мадрид, Шпанија АТП мастерс 1000 2.835.000 € – Шљака – 56ПО/24ПА Појединачно – Парови               | Боб Брајан Мајк Брајан 6–3, 6–3                 | Микаел Љодра Ненад Зимоњић          | Роџер Федерер Томаз Белучи                             | Микаел Љодра Робин Седерлинг Томаш Бердих Давид Ферер      |
| 9. мај          | Рим мастерс Рим, Италија АТП мастерс 1000 2.227.500 € – Шљака – 56ПО/24ПА Појединачно – Парови                     | Новак Ђоковић 6–4, 6–4                          | Рафаел Надал                        | Ришар Гаске Енди Мари                                  | Марин Чилић Томаш Бердих Флоријан Мајер Робин Седерлинг    |
| 9. мај          | Рим мастерс Рим, Италија АТП мастерс 1000 2.227.500 € – Шљака – 56ПО/24ПА Појединачно – Парови                     | Џон Изнер Сем Квери предаја                     | Марди Фиш Енди Родик                | Ришар Гаске Енди Мари                                  | Марин Чилић Томаш Бердих Флоријан Мајер Робин Седерлинг    |
| 16. мај         | Диселдорф , Немачка Екипно првенство 1.100.000 € – Шљака – 8 тимова (ГФ)                                           | Немачка · 2–1                                   | Аргентина                           | Групна фаза (црвена група) САД · Шведска · Казахстан · | Групна фаза (плава група) Србија · Русија · Шпанија        |
| 16. мај         | Ница , Француска АТП 250 398.250 € – Шљака – 28ПО/16ПА Појединачно – Парови                                        | Николас Алмагро 6–7(5–7), 6–3, 6–3              | Виктор Ханеску                      | Александар Долгополов Томаш Бердих                     | Давид Ферер Робин Хасе Пабло Андухар Ернестс Гулбис        |
| 16. мај         | Ница , Француска АТП 250 398.250 € – Шљака – 28ПО/16ПА Појединачно – Парови                                        | Ерик Буторак Жан-Жилијен Ројер 6–3, 6–4         | Сантијаго Гонзалез Давид Мареро     | Александар Долгополов Томаш Бердих                     | Давид Ферер Робин Хасе Пабло Андухар Ернестс Гулбис        |
| 23. мај 30. мај | Ролан Гарос Париз, Француска Гренд слем 7.580.800 € – Шљака 128ПО/64ПА/32МП Појединачно – Парови – Мешовити парови | Рафаел Надал 7–5, 7–6(7–3), 5–7, 6–1            | Роџер Федерер                       | Енди Мари Новак Ђоковић                                | Робин Седерлинг Хуан Игнасио Чела Гаел Монфис Фабио Фоњини |
| 23. мај 30. мај | Ролан Гарос Париз, Француска Гренд слем 7.580.800 € – Шљака 128ПО/64ПА/32МП Појединачно – Парови – Мешовити парови | Макс Мирни Данијел Нестор 7–6(7–3), 3–6, 6–4    | Хуан Себастијан Кабал Едуардо Шванк | Енди Мари Новак Ђоковић                                | Робин Седерлинг Хуан Игнасио Чела Гаел Монфис Фабио Фоњини |
| 23. мај 30. мај | Ролан Гарос Париз, Француска Гренд слем 7.580.800 € – Шљака 128ПО/64ПА/32МП Појединачно – Парови – Мешовити парови | Кејси Делаква Скот Липски 7–6(8–6), 4–6, [10–7] | Катарина Среботник Ненад Зимоњић    | Енди Мари Новак Ђоковић                                | Робин Седерлинг Хуан Игнасио Чела Гаел Монфис Фабио Фоњини |

### Јун
| Почетак | Турнир | Победници                                               | Финалисти                    | Полуфиналисти                | Четвртфиналисти                                                        |
| ------- | --- | ------------------------------------------------------- | ---------------------------- | ---------------------------- | ---------------------------------------------------------------------- |
| 6. јун  | Хале , Немачка АТП 250 663.750 € – Трава – 32ПО/16ПА Појединачно – Парови                                                      | Филип Колшрајбер 7–6(7–5), 2–0 (предаја)                | Филип Печнер                 | Гаел Монфис Томаш Бердих     | Лејтон Хјуит Флоријан Мајер Милош Раонић Виктор Троицки                |
| 6. јун  | Хале , Немачка АТП 250 663.750 € – Трава – 32ПО/16ПА Појединачно – Парови                                                      | Рохан Бопана Ајсам ул-Хак Куреши 7–6(10–8), 3–6, [11–9] | Робин Хасе Милош Раонић      | Гаел Монфис Томаш Бердих     | Лејтон Хјуит Флоријан Мајер Милош Раонић Виктор Троицки                |
| 6. јун  | Лондон , Уједињено Краљевство АТП 250 627.700 € – Трава – 56ПО/24ПА Појединачно – Парови                                       | Енди Мари 3–6, 7–6(7–2), 6–4                            | Жо-Вилфрид Цонга             | Џејмс Вард Енди Родик        | Рафаел Надал Адријан Манарино Фернандо Вердаско Марин Чилић            |
| 6. јун  | Лондон , Уједињено Краљевство АТП 250 627.700 € – Трава – 56ПО/24ПА Појединачно – Парови                                       | Боб Брајан Мајк Брајан 6–7(2–7), 7–6(7–4), [10–6]       | Махеш Бупати Леандер Паес    | Џејмс Вард Енди Родик        | Рафаел Надал Адријан Манарино Фернандо Вердаско Марин Чилић            |
| 13. јун | Хертогенбос , Холандија АТП 250 398.250 € – Трава – 32ПО/16ПА Појединачно – Парови                                             | Дмитриј Турсунов 6–3, 6–2                               | Иван Додиг                   | Гзавје Малис Маркос Багдатис | Сантијаго Хиралдо Алекс Богомолов Тејмураз Габашвили Денис Гремелмајер |
| 13. јун | Хертогенбос , Холандија АТП 250 398.250 € – Трава – 32ПО/16ПА Појединачно – Парови                                             | Данијеле Брачали Франтишек Чермак 6–3, 2–6, [10–8]      | Роберт Линдстет Орија Текау  | Гзавје Малис Маркос Багдатис | Сантијаго Хиралдо Алекс Богомолов Тејмураз Габашвили Денис Гремелмајер |
| 13. јун | Истборн Истбoрн, Уједињено Краљевство АТП 250 405.000 € – Трава – 32ПО/16ПА Појединачно – Парови                               | Андреас Сепи 7–6(7–5), 3–6, 5–3 (предаја)               | Јанко Типсаревић             | Кеј Нишикори Игор Куњицин    | Радек Штјепанек Григор Димитров Жилијен Бенето Оливје Рокус            |
| 13. јун | Истборн Истбoрн, Уједињено Краљевство АТП 250 405.000 € – Трава – 32ПО/16ПА Појединачно – Парови                               | Јонатан Ерлих Анди Рам 6–3, 6–3                         | Григор Димитров Андреас Сепи | Кеј Нишикори Игор Куњицин    | Радек Штјепанек Григор Димитров Жилијен Бенето Оливје Рокус            |
| 20. јун | Вимблдон Лондон, Уједињено Краљевство Гренд слем 13.725.000 £ – Трава – 128ПО/64ПА/48МП Појединачно – Парови – Мешовити парови | Новак Ђоковић 6–4, 6–1, 1–6, 6–3                        | Рафаел Надал                 | Енди Мари Жо-Вилфрид Цонга   | Марди Фиш Фелисијано Лопез Роџер Федерер Бернард Томић                 |
| 20. јун | Вимблдон Лондон, Уједињено Краљевство Гренд слем 13.725.000 £ – Трава – 128ПО/64ПА/48МП Појединачно – Парови – Мешовити парови | Боб Брајан Мајк Брајан 6–3, 6–4, 7–6(7–2)               | Роберт Линдстет Орија Текау  | Енди Мари Жо-Вилфрид Цонга   | Марди Фиш Фелисијано Лопез Роџер Федерер Бернард Томић                 |
| 20. јун | Вимблдон Лондон, Уједињено Краљевство Гренд слем 13.725.000 £ – Трава – 128ПО/64ПА/48МП Појединачно – Парови – Мешовити парови | Јирген Мелцер Ивета Бенешова 6–3, 6–2                   | Махеш Бупати Јелена Веснина  | Енди Мари Жо-Вилфрид Цонга   | Марди Фиш Фелисијано Лопез Роџер Федерер Бернард Томић                 |

### Јул
| Почетак | Турнир | Победници                                                    | Финалисти                              | Полуфиналисти                   | Четвртфиналисти                                                          |
| ------- | --- | ------------------------------------------------------------ | -------------------------------------- | ------------------------------- | ------------------------------------------------------------------------ |
| 4. јул  | Њупорт , САД АТП 250 442.500 $ – Трава – 32ПО/16ПА Појединачно – Парови                                                                  | Џон Изнер 6–3, 7–6(8–6)                                      | Оливје Рокус                           | Тобијас Камке Мајкл Јани        | Алекс Богомолов Едуар Роже-Васелен Метју Ебден Денис Кудла               |
| 4. јул  | Њупорт , САД АТП 250 442.500 $ – Трава – 32ПО/16ПА Појединачно – Парови                                                                  | Метју Ебден Рајан Харисон 4–6, 6–3, [10–5]                   | Јохан Брунстрем Адил Шамасдин          | Тобијас Камке Мајкл Јани        | Алекс Богомолов Едуар Роже-Васелен Метју Ебден Денис Кудла               |
| 4. јул  | Дејвис куп – четвртфинале Халмстад, Шведска – Тврда (д) Буенос Ајрес, Аргентина – Шљака Остин, САД – Тврда (д) Штутгарт, Немачка – Шљака | Победници Србија 4–1 Аргентина 5–0 Шпанија 3–1 Француска 4–1 | Поражени Шведска Казахстан САД Немачка |                                 |                                                                          |
| 11. јул | Штутгарт , Немачка АТП 250 398.250 € – Шљака – 28ПО/16ПА Појединачно – Парови                                                            | Хуан Карлос Фереро 6–4, 6–0                                  | Пабло Андухар                          | Федерико Делбонис Лукаш Кубот   | Павол Червењак Марсел Гранољерс Седрик-Марсел Штебе Сантијаго Хиралдо    |
| 11. јул | Штутгарт , Немачка АТП 250 398.250 € – Шљака – 28ПО/16ПА Појединачно – Парови                                                            | Јирген Мелцер Филип Печнер 6–3, 6–4                          | Марсел Гранољерс Марк Лопез            | Федерико Делбонис Лукаш Кубот   | Павол Червењак Марсел Гранољерс Седрик-Марсел Штебе Сантијаго Хиралдо    |
| 11. јул | Бостад , Шведска АТП 250 398.250 € – Шљака – 28ПО/16ПА Појединачно – Парови                                                              | Робин Седерлинг 6–2, 6–2                                     | Давид Ферер                            | Томаш Бердих Николас Алмагро    | Потито Стараче Блаж Кавчич Михаел Ридерстед Андреас Хајдер-Маурер        |
| 11. јул | Бостад , Шведска АТП 250 398.250 € – Шљака – 28ПО/16ПА Појединачно – Парови                                                              | Роберт Линдстет Орија Текау 6–3, 6–3                         | Симон Аспелин Андреас Силјестрем       | Томаш Бердих Николас Алмагро    | Потито Стараче Блаж Кавчич Михаел Ридерстед Андреас Хајдер-Маурер        |
| 18. јул | Хамбург , Немачка АТП 500 1.000.000 € – Шљака – 48ПО/16ПА Појединачно – Парови                                                           | Жил Симон 6–4, 4–6, 6–4                                      | Николас Алмагро                        | Михаил Јужни Фернандо Вердаско  | Гаел Монфис Марин Чилић Флоријан Мајер Јирген Мелцер                     |
| 18. јул | Хамбург , Немачка АТП 500 1.000.000 € – Шљака – 48ПО/16ПА Појединачно – Парови                                                           | Оливер Марах Александер Пеја 6–4, 6–1                        | Франтишек Чермак Филип Полашек         | Михаил Јужни Фернандо Вердаско  | Гаел Монфис Марин Чилић Флоријан Мајер Јирген Мелцер                     |
| 18. јул | Атланта , САД АТП 250 531.000 $ – Тврда – 32ПО/16ПА Појединачно – Парови                                                                 | Марди Фиш 3–6, 7–6(8–6), 6–2                                 | Џон Изнер                              | Рајан Харисон Жил Милер         | Сомдев Деварман Раџив Рам Јен-хсун Лу Кевин Андерсон                     |
| 18. јул | Атланта , САД АТП 250 531.000 $ – Тврда – 32ПО/16ПА Појединачно – Парови                                                                 | Алекс Богомолов Метју Ебден 3–6, 7–5, [10–8]                 | Матијас Бахингер Франк Мозер           | Рајан Харисон Жил Милер         | Сомдев Деварман Раџив Рам Јен-хсун Лу Кевин Андерсон                     |
| 25. јул | Гштад , Швајцарска АТП 250 398.250 € – Шљака – 32ПО/16ПА Појединачно – Парови                                                            | Марсел Гранољерс 6–4, 3–6, 6–3                               | Фернандо Вердаско                      | Николас Алмагро Михаил Јужни    | Фелисијано Лопез Жилијен Бенето Андреас Хајдер-Маурер Станислас Вавринка |
| 25. јул | Гштад , Швајцарска АТП 250 398.250 € – Шљака – 32ПО/16ПА Појединачно – Парови                                                            | Франтишек Чермак Филип Полашек 6–3, 7–6(9–7)                 | Кристофер Кас Александер Пеја          | Николас Алмагро Михаил Јужни    | Фелисијано Лопез Жилијен Бенето Андреас Хајдер-Маурер Станислас Вавринка |
| 25. јул | Лос Анђелес , САД АТП 250 619.500 $ – Тврда – 28ПО/16ПА Појединачно – Парови                                                             | Ернестс Гулбис 5–7, 6–4, 6–4                                 | Марди Фиш                              | Рајан Харисон Алекс Богомолов   | Игор Куњицин Јен-хсун Лу Томаз Белучи Хуан Мартин дел Потро              |
| 25. јул | Лос Анђелес , САД АТП 250 619.500 $ – Тврда – 28ПО/16ПА Појединачно – Парови                                                             | Марк Ноулс Гзавје Малис 7–6(7–3), 7–6(12–10)                 | Сомдев Деварман Трит Конрад Хјуи       | Рајан Харисон Алекс Богомолов   | Игор Куњицин Јен-хсун Лу Томаз Белучи Хуан Мартин дел Потро              |
| 25. јул | Умаг , Хрватска АТП 250 398.250 € – Шљака – 32ПО/16ПА Појединачно – Парови                                                               | Александар Долгополов 6–4, 3–6, 6–3                          | Марин Чилић                            | Фабио Фоњини Хуан Карлос Фереро | Потито Стараче Андреас Сепи Карлос Берлок Алберт Рамос                   |
| 25. јул | Умаг , Хрватска АТП 250 398.250 € – Шљака – 32ПО/16ПА Појединачно – Парови                                                               | Симоне Болели Фабио Фоњини 6–3, 5–7, [10–7]                  | Марин Чилић Ловро Зовко                | Фабио Фоњини Хуан Карлос Фереро | Потито Стараче Андреас Сепи Карлос Берлок Алберт Рамос                   |

### Август
| Почетак                 | Турнир | Победници                                                 | Финалисти                            | Полуфиналисти                     | Четвртфиналисти                                                    |
| ----------------------- | --- | --------------------------------------------------------- | ------------------------------------ | --------------------------------- | ------------------------------------------------------------------ |
| 1. август               | Вашингтон , САД АТП 500 1.165.500 $ – Тврда – 48ПО/16ПА Појединачно – Парови                                              | Радек Штјепанек 6–4, 6–4                                  | Гаел Монфис                          | Џон Изнер Доналд Јанг             | Јанко Типсаревић Виктор Троицки Маркос Багдатис Фернандо Вердаско  |
| 1. август               | Вашингтон , САД АТП 500 1.165.500 $ – Тврда – 48ПО/16ПА Појединачно – Парови                                              | Микаел Љодра Ненад Зимоњић 6–7(3–7), 7–6(8–6), [10–7]     | Роберт Линдстет Орија Текау          | Џон Изнер Доналд Јанг             | Јанко Типсаревић Виктор Троицки Маркос Багдатис Фернандо Вердаско  |
| 1. август               | Кицбил , Аустрија АТП 250 450.000 € – Шљака – 28ПО/16ПА Појединачно – Парови                                              | Робин Хасе 6–4, 4–6, 6–1                                  | Алберт Монтањес                      | Хуан Игнасио Чела Жоао Соуза      | Марсел Гранољерс Сантијаго Хиралдо Пабло Андухар Андреас Сепи      |
| 1. август               | Кицбил , Аустрија АТП 250 450.000 € – Шљака – 28ПО/16ПА Појединачно – Парови                                              | Данијеле Брачали Сантијаго Гонзалез 7–6(7–1), 4–6, [11–9] | Франко Фереиро Андре Са              | Хуан Игнасио Чела Жоао Соуза      | Марсел Гранољерс Сантијаго Хиралдо Пабло Андухар Андреас Сепи      |
| 8. август               | Канада мастерс Монтреал, Канада АТП мастерс 1000 2.430.000 $ – Тврда – 56ПО/24ПА Појединачно – Парови                     | Новак Ђоковић 6–2, 3–6, 6–4                               | Марди Фиш                            | Жо-Вилфрид Цонга Јанко Типсаревић | Гаел Монфис Николас Алмагро Станислас Вавринка Томаш Бердих        |
| 8. август               | Канада мастерс Монтреал, Канада АТП мастерс 1000 2.430.000 $ – Тврда – 56ПО/24ПА Појединачно – Парови                     | Микаел Љодра Ненад Зимоњић 6–4, 6–7(5–7), [10–5]          | Боб Брајан Мајк Брајан               | Жо-Вилфрид Цонга Јанко Типсаревић | Гаел Монфис Николас Алмагро Станислас Вавринка Томаш Бердих        |
| 15. август              | Синсинати мастерс Синсинати, САД АТП мастерс 1000 2.430.000 $ – Тврда – 56ПО/24ПА Појединачно – Парови                    | Енди Мари 6–4, 3–0 (предаја)                              | Новак Ђоковић                        | Томаш Бердих Марди Фиш            | Гаел Монфис Роџер Федерер Жил Симон Рафаел Надал                   |
| 15. август              | Синсинати мастерс Синсинати, САД АТП мастерс 1000 2.430.000 $ – Тврда – 56ПО/24ПА Појединачно – Парови                    | Махеш Бупати Леандер Паес 7–6(7–4), 7–6(7–2)              | Микаел Љодра Ненад Зимоњић           | Томаш Бердих Марди Фиш            | Гаел Монфис Роџер Федерер Жил Симон Рафаел Надал                   |
| 22. август              | Винстон-Сејлем , САД АТП 250 553.125 $ – Тврда – 48ПО/24ПА Појединачно – Парови                                           | Џон Изнер 4–6, 6–3, 6–4                                   | Жилијен Бенето                       | Енди Родик Робин Хасе             | Хуан Монако Маркос Багдатис Александар Долгополов Сергиј Стаховски |
| 22. август              | Винстон-Сејлем , САД АТП 250 553.125 $ – Тврда – 48ПО/24ПА Појединачно – Парови                                           | Јонатан Ерлих Анди Рам 7–6(7–2), 6–4                      | Кристофер Кас Александер Пеја        | Енди Родик Робин Хасе             | Хуан Монако Маркос Багдатис Александар Долгополов Сергиј Стаховски |
| 29. август 5. септембар | Отворено првенство САД Њујорк, САД Гренд слем 10.508.000 $ – Тврда 128ПО/64ПА/32МП Појединачно – Парови – Мешовити парови | Новак Ђоковић 6–2, 6–4, 6–7(3–7), 6–1                     | Рафаел Надал                         | Роџер Федерер Енди Мари           | Јанко Типсаревић Жо-Вилфрид Цонга Џон Изнер Енди Родик             |
| 29. август 5. септембар | Отворено првенство САД Њујорк, САД Гренд слем 10.508.000 $ – Тврда 128ПО/64ПА/32МП Појединачно – Парови – Мешовити парови | Јирген Мелцер Филип Печнер 6–2, 6–2                       | Маријуш Фирстенберг Марћин Матковски | Роџер Федерер Енди Мари           | Јанко Типсаревић Жо-Вилфрид Цонга Џон Изнер Енди Родик             |
| 29. август 5. септембар | Отворено првенство САД Њујорк, САД Гренд слем 10.508.000 $ – Тврда 128ПО/64ПА/32МП Појединачно – Парови – Мешовити парови | Џек Сок Мелани Уден 7–6(7–4), 4–6, [10–8]                 | Едуардо Шванк Жизела Дулко           | Роџер Федерер Енди Мари           | Јанко Типсаревић Жо-Вилфрид Цонга Џон Изнер Енди Родик             |

### Септембар
| Почетак       | Турнир                                                                                 | Победници                                           | Финалисти                      | Полуфиналисти                     | Четвртфиналисти                                                  |
| ------------- | -------------------------------------------------------------------------------------- | --------------------------------------------------- | ------------------------------ | --------------------------------- | ---------------------------------------------------------------- |
| 12. септембар | Дејвис куп – Полуфинале Београд, Србија – Тврда (д) Кордоба, Шпанија – Шљака           | Победници Аргентина 3–2 Шпанија 4–1                 | Поражени Србија Француска      |                                   |                                                                  |
| 19. септембар | Букурешт , Румунија АТП 250 422.950 € – Шљака – 28ПО/16ПА Појединачно – Парови         | Флоријан Мајер 6–3, 6–1                             | Пабло Андухар                  | Хуан Игнасио Чела Филипо Воландри | Андреас Сепи Алесандро Ђанеси Жоао Соуза Алберт Рамос            |
| 19. септембар | Букурешт , Румунија АТП 250 422.950 € – Шљака – 28ПО/16ПА Појединачно – Парови         | Данијеле Брачали Потито Стараче 3–6, 6–4, [10–8]    | Јулијан Ноул Давид Мареро      | Хуан Игнасио Чела Филипо Воландри | Андреас Сепи Алесандро Ђанеси Жоао Соуза Алберт Рамос            |
| 19. септембар | Мец , Француска АТП 250 398.250 € – Тврда (д) – 28ПО/16ПА Појединачно – Парови         | Жо-Вилфрид Цонга 6–3, 6–7(4–7), 6–3                 | Иван Љубичић                   | Александар Долгополов Жил Милер   | Никола Маи Гзавје Малис Игор Сајслинг Ришар Гаске                |
| 19. септембар | Мец , Француска АТП 250 398.250 € – Тврда (д) – 28ПО/16ПА Појединачно – Парови         | Џејми Мари Андре Са 6–4, 7–6(9–7)                   | Лукаш Длоухи Марсело Мело      | Александар Долгополов Жил Милер   | Никола Маи Гзавје Малис Игор Сајслинг Ришар Гаске                |
| 26. септембар | Куала Лумпур , Малезија АТП 250 850.000 $ – Тврда (д) – 28ПО/16ПА Појединачно – Парови | Јанко Типсаревић 6–4, 7–5                           | Маркос Багдатис                | Кеј Нишикори Виктор Троицки       | Николас Алмагро Николај Давиденко Јирген Мелцер Дмитриј Турсунов |
| 26. септембар | Куала Лумпур , Малезија АТП 250 850.000 $ – Тврда (д) – 28ПО/16ПА Појединачно – Парови | Ерик Буторак Жан-Жилијен Ројер 6–1, 6–3             | Франтишек Чермак Филип Полашек | Кеј Нишикори Виктор Троицки       | Николас Алмагро Николај Давиденко Јирген Мелцер Дмитриј Турсунов |
| 26. септембар | Бангкок , Тајланд АТП 250 608.500 $ – Тврда (д) – 28ПО/16ПА Појединачно – Парови       | Енди Мари 6–2, 6–0                                  | Доналд Јанг                    | Жил Симон Гаел Монфис             | Григор Димитров Матијас Бахингер Го Соеда Јарко Нијеминен        |
| 26. септембар | Бангкок , Тајланд АТП 250 608.500 $ – Тврда (д) – 28ПО/16ПА Појединачно – Парови       | Оливер Марах Ајсам-ул-Хак Куреши 7–6(7–4), 7–6(7–5) | Михаел Колман Александар Васке | Жил Симон Гаел Монфис             | Григор Димитров Матијас Бахингер Го Соеда Јарко Нијеминен        |

### Октобар
| Почетак     | Турнир                                                                                            | Победници                                      | Финалисти                          | Полуфиналисти                     | Четвртфиналисти                                                  |
| ----------- | ------------------------------------------------------------------------------------------------- | ---------------------------------------------- | ---------------------------------- | --------------------------------- | ---------------------------------------------------------------- |
| 3. октобар  | Пекинг , Кина АТП 500 2.100.000 $ – Тврда – 32ПО/16ПА Појединачно – Парови                        | Томаш Бердих 3–6, 6–4, 6–1                     | Марин Чилић                        | Жо-Вилфрид Цонга Иван Љубичић     | Хуан Карлос Фереро Фернандо Вердаско Михаил Јужни Кевин Андерсон |
| 3. октобар  | Пекинг , Кина АТП 500 2.100.000 $ – Тврда – 32ПО/16ПА Појединачно – Парови                        | Микаел Љодра Ненад Зимоњић 7–6(7–2), 7–6(7–4)  | Роберт Линдстет Орија Текау        | Жо-Вилфрид Цонга Иван Љубичић     | Хуан Карлос Фереро Фернандо Вердаско Михаил Јужни Кевин Андерсон |
| 3. октобар  | Токио , Јапан АТП 500 1.100.000 $ – Тврда – 32ПО/16ПА Појединачно – Парови                        | Енди Мари 3–6, 6–2, 6–0                        | Рафаел Надал                       | Марди Фиш Давид Ферер             | Сантијаго Хиралдо Бернард Томић Радек Штепанек Давид Налбандијан |
| 3. октобар  | Токио , Јапан АТП 500 1.100.000 $ – Тврда – 32ПО/16ПА Појединачно – Парови                        | Енди Мари Џејми Мари 6–1, 6–4                  | Франтишек Чермак Филип Полашек     | Марди Фиш Давид Ферер             | Сантијаго Хиралдо Бернард Томић Радек Штепанек Давид Налбандијан |
| 10. октобар | Шангај мастерс Шангај, Кина АТП мастерс 1000 3.240.000 $ – Тврда – 56ПО/24ПА Појединачно – Парови | Енди Мари 7–5, 6–4                             | Давид Ферер                        | Фелисијано Лопез Кеј Нишикори     | Флоријан Мајер Енди Родик Александар Долгополов Метју Ебден      |
| 10. октобар | Шангај мастерс Шангај, Кина АТП мастерс 1000 3.240.000 $ – Тврда – 56ПО/24ПА Појединачно – Парови | Макс Мирни Данијел Нестор 3–6, 6–1, [12–10]    | Микаел Љодра Ненад Зимоњић         | Фелисијано Лопез Кеј Нишикори     | Флоријан Мајер Енди Родик Александар Долгополов Метју Ебден      |
| 17. октобар | Москва , Русија АТП 250 1.000.000 $ – Тврда (д) – 28ПО/16ПА Појединачно – Парови                  | Јанко Типсаревић 6–4, 6–2                      | Виктор Троицки                     | Николај Давиденко Жереми Шарди    | Дмитриј Турсунов Михаел Берер Филип Колшрајбер Алекс Богомолов   |
| 17. октобар | Москва , Русија АТП 250 1.000.000 $ – Тврда (д) – 28ПО/16ПА Појединачно – Парови                  | Франтишек Чермак Филип Полашек 6–3, 6–1        | Карлос Берлок Давид Мареро         | Николај Давиденко Жереми Шарди    | Дмитриј Турсунов Михаел Берер Филип Колшрајбер Алекс Богомолов   |
| 17. октобар | Стокхолм , Шведска АТП 250 531.000 € – Тврда (д) – 28ПО/16ПА Појединачно – Парови                 | Гаел Монфис 7–5, 3–6, 6–2                      | Јарко Нијеминен                    | Милош Раонић Џејмс Блејк          | Кевин Андерсон Григор Димитров Тобијас Камке Давид Налбандијан   |
| 17. октобар | Стокхолм , Шведска АТП 250 531.000 € – Тврда (д) – 28ПО/16ПА Појединачно – Парови                 | Рохан Бопана Ајсам-ул-Хак Куреши 6–1, 6–3      | Марсело Мело Бруно Соарес          | Милош Раонић Џејмс Блејк          | Кевин Андерсон Григор Димитров Тобијас Камке Давид Налбандијан   |
| 24. октобар | Санкт Петербург , Русија АТП 250 663.750 $ – Тврда (д) – 32ПО/16ПА Појединачно – Парови           | Марин Чилић 6–3, 3–6, 6–2                      | Јанко Типсаревић                   | Михаил Јужни Алекс Богомолов      | Адријан Манарино Андреас Сепи Душан Лајовић Потито Стараче       |
| 24. октобар | Санкт Петербург , Русија АТП 250 663.750 $ – Тврда (д) – 32ПО/16ПА Појединачно – Парови           | Колин Флеминг Рос Хачинс 6–3, 6–7(5–7), [10–8] | Михаил Елгин Александар Кудрјавцев | Михаил Јужни Алекс Богомолов      | Адријан Манарино Андреас Сепи Душан Лајовић Потито Стараче       |
| 24. октобар | Беч , Аустрија АТП 250 575.250 € – Тврда (д) – 28ПО/16ПА Појединачно – Парови                     | Жо-Вилфрид Цонга 6–7(5–7), 6–3, 6–4            | Хуан Мартин дел Потро              | Данијел Брандс Кевин Андерсон     | Гзавје Малис Стив Дарси Јирген Мелцер Томи Хас                   |
| 24. октобар | Беч , Аустрија АТП 250 575.250 € – Тврда (д) – 28ПО/16ПА Појединачно – Парови                     | Боб Брајан Мајк Брајан 7–6(12–10), 6–3         | Макс Мирни Данијел Нестор          | Данијел Брандс Кевин Андерсон     | Гзавје Малис Стив Дарси Јирген Мелцер Томи Хас                   |
| 31. октобар | Валенсија , Шпанија АТП 500 1.357.000 € – Тврда (д) – 32ПО/16ПА Појединачно – Парови              | Марсел Гранољерс 6–2, 4–6, 7–6(7–3)            | Хуан Монако                        | Давид Ферер Хуан Мартин дел Потро | Николај Давиденко Хуан Карлос Фереро Гаел Монфис Сем Квери       |
| 31. октобар | Валенсија , Шпанија АТП 500 1.357.000 € – Тврда (д) – 32ПО/16ПА Појединачно – Парови              | Боб Брајан Мајк Брајан 6–4, 7–6(11–9)          | Ерик Буторак Жан-Жилијен Ројер     | Давид Ферер Хуан Мартин дел Потро | Николај Давиденко Хуан Карлос Фереро Гаел Монфис Сем Квери       |
| 31. октобар | Базел , Швајцарска АТП 500 1.225.000 € – Тврда (д) – 32ПО/16ПА Појединачно – Парови               | Роџер Федерер 6–1, 6–3                         | Кеј Нишикори                       | Новак Ђоковић Станислас Вавринка  | Маркос Багдатис Михаил Кукушкин Енди Родик Флоријан Мајер        |
| 31. октобар | Базел , Швајцарска АТП 500 1.225.000 € – Тврда (д) – 32ПО/16ПА Појединачно – Парови               | Микаел Љодра Ненад Зимоњић 6–4, 7–5            | Макс Мирни Данијел Нестор          | Новак Ђоковић Станислас Вавринка  | Маркос Багдатис Михаил Кукушкин Енди Родик Флоријан Мајер        |

### Новембар
| Почетак      | Турнир | Победници                                 | Финалисти                            | Полуфиналисти            | Четвртфиналисти                                                                                      |
| ------------ | --- | ----------------------------------------- | ------------------------------------ | ------------------------ | --- |
| 7. новембар  | Париз мастерс Париз, Француска АТП мастерс 1000 2.227.500 € – Тврда (д) – 48ПО/24ПА Појединачно – Парови    | Роџер Федерер 6–1, 7–6(7–3)               | Жо-Вилфрид Цонга                     | Џон Изнер Томаш Бердих   | Новак Ђоковић Давид Ферер Хуан Монако Енди Мари                                                      |
| 7. новембар  | Париз мастерс Париз, Француска АТП мастерс 1000 2.227.500 € – Тврда (д) – 48ПО/24ПА Појединачно – Парови    | Рохан Бопана Ајсам-ул-Хак Куреши 6–2, 6–4 | Жилијен Бенето Никола Маи            | Џон Изнер Томаш Бердих   | Новак Ђоковић Давид Ферер Хуан Монако Енди Мари                                                      |
| 14. новембар | Нема турнира у распореду                                                                                    | Нема турнира у распореду                  | Нема турнира у распореду             | Нема турнира у распореду | Нема турнира у распореду                                                                             |
| 21. новембар | Лондон , Уједињено Краљевство Тенис мастерс куп 2.227.500 £ – Тврда (д) – 8ПО/8ПА (ГФ) Појединачно – Парови | Роџер Федерер 6–3, 6–7(6–8), 6–3          | Жо-Вилфрид Цонга                     | Томаш Бердих Давид Ферер | Поражени у групној фази Новак Ђоковић Енди Мари (повукао се) Јанко Типсаревић Рафаел Надал Марди Фиш |
| 21. новембар | Лондон , Уједињено Краљевство Тенис мастерс куп 2.227.500 £ – Тврда (д) – 8ПО/8ПА (ГФ) Појединачно – Парови | Макс Мирни Данијел Нестор 7–5, 6–3        | Маријуш Фирстенберг Марћин Матковски | Томаш Бердих Давид Ферер | Поражени у групној фази Новак Ђоковић Енди Мари (повукао се) Јанко Типсаревић Рафаел Надал Марди Фиш |
| 28. новембар | Дејвис куп – финале Севиља, Шпанија – Шљака (д)                                                             | Шпанија 3–1                               | Аргентина                            |                          | |

## Статистика
Следеће табеле приказују број титула у појединачној конкуренцији (ПО), затим конкуренцији парова (ПА) и мешовитих парова (МП) освојених од стране свих тенисера и земаља. Броје се титуле са Гренд слем турнира, Завршног турнира сезоне, АТП мастерс 1000 серије, АТП 500 серије и АТП 250 серије. Тенисери и нације се сортирају на следећи начин: 
1) укупан број титула (титуле које освоји пар чији су тенисери из исте земље се броје као једна титула за ту земљу),
 2) важност освојених титула (једна Гренд слем титула је једнак двема титулама из АТП мастерс 1000 серије, победа на завршном турниру сезоне је једнака једној и по титули из АТП мастерс 1000 серије, једна титула из АТП мастерс 1000 серије је једнака двема из АТП 500 серије, једна титула из АТП 500 серије је једнака двема титулама из АТП 250 серије),
 3) хијерархија је: појединачне титуле > титуле у паровима > титуле у мешовитим паровима,
 4) азбучни ред.

### Легенда
| Гренд слем              |
| Завршни турнир сезоне   |
| АТП Мастерс 1000 серија |
| АТП 500 серија          |
| АТП 250 серија          |
| Све титуле              |

### Титуле по тенисерима
- Стање од 12. јуна

| Укупно | Тенисер               | појединачно | парови | мешовити парови | појединачно | парови | појединачно | парови | појединачно | парови | појединачно | парови | појединачно | парови | мешовити парови |
| ------ | --------------------- | ----------- | ------ | --------------- | ----------- | ------ | ----------- | ------ | ----------- | ------ | ----------- | ------ | ----------- | ------ | --------------- |
| 7      | Новак Ђоковић         | ●           |        |                 |             |        | ●           |        | ●           |        | ●           |        | 6           | 0      | 0               |
| 5      | Боб Брајан            |             | ●      |                 |             |        |             | ●      |             |        |             | ●      | 0           | 5      | 0               |
| 5      | Мајк Брајан           |             | ●      |                 |             |        |             | ●      |             |        |             | ●      | 0           | 5      | 0               |
| 4      | Рафаел Надал          | ●           |        |                 |             |        | ●           |        | ●           |        |             | ●      | 3           | 1      | 0               |
| 4      | Скот Липски           |             |        | ●               |             |        |             |        |             | ●      |             | ●      | 0           | 3      | 1               |
| 3      | Данијел Нестор        |             | ●      | ●               |             |        |             |        |             | ●      |             |        | 0           | 2      | 1               |
| 3      | Николас Алмагро       |             |        |                 |             |        |             |        |             |        | ●           |        | 3           | 0      | 0               |
| 3      | Робин Седерлинг       |             |        |                 |             |        |             |        | ●           |        | ●           |        | 3           | 0      | 0               |
| 3      | Орија Текау           |             |        |                 |             |        |             |        |             | ●      |             | ●      | 0           | 3      | 0               |
| 3      | Махеш Бупати          |             |        |                 |             |        |             | ●      |             |        |             | ●      | 0           | 3      | 0               |
| 3      | Леандер Паес          |             |        |                 |             |        |             | ●      |             |        |             | ●      | 0           | 3      | 0               |
| 2      | Макс Мирни            |             | ●      |                 |             |        |             |        |             | ●      |             |        | 0           | 2      | 0               |
| 2      | Давид Ферер           |             |        |                 |             |        |             |        | ●           |        | ●           |        | 2           | 0      | 0               |
| 2      | Хуан Мартин Дел Потро |             |        |                 |             |        |             |        |             |        | ●           |        | 2           | 0      | 0               |
| 2      | Томи Робредо          |             |        |                 |             |        |             |        |             |        | ●           | ●      | 1           | 1      | 0               |
| 2      | Лукаш Длоухи          |             |        |                 |             |        |             |        |             |        |             | ●      | 0           | 2      | 0               |
| 2      | Марсело Мело          |             |        |                 |             |        |             |        |             |        |             | ●      | 0           | 2      | 0               |
| 2      | Пол Хенли             |             |        |                 |             |        |             |        |             |        |             | ●      | 0           | 2      | 0               |
| 2      | Раџив Рам             |             |        |                 |             |        |             |        |             |        |             | ●      | 0           | 2      | 0               |
| 2      | Жан-Жилијен Ројер     |             |        |                 |             |        |             |        |             |        |             | ●      | 0           | 2      | 0               |
| 2      | Ерик Буторак          |             |        |                 |             |        |             |        |             |        |             | ●      | 0           | 2      | 0               |
| 2      | Бруно Соарес          |             |        |                 |             |        |             |        |             |        |             | ●      | 0           | 2      | 0               |
| 1      | Џон Изнер             |             |        |                 |             |        |             | ●      |             |        |             |        | 0           | 1      | 0               |
| 1      | Сем Квери             |             |        |                 |             |        |             | ●      |             |        |             |        | 0           | 1      | 0               |
| 1      | Александар Долгополов |             |        |                 |             |        |             | ●      |             |        |             |        | 0           | 1      | 0               |
| 1      | Гзавје Малис          |             |        |                 |             |        |             | ●      |             |        |             |        | 0           | 1      | 0               |
| 1      | Енди Родик            |             |        |                 |             |        |             |        | ●           |        |             |        | 1           | 0      | 0               |
| 1      | Сантијаго Гонзалез    |             |        |                 |             |        |             |        |             | ●      |             |        | 0           | 1      | 0               |
| 1      | Виктор Ханеску        |             |        |                 |             |        |             |        |             | ●      |             |        | 0           | 1      | 0               |
| 1      | Јирген Мелцер         |             |        |                 |             |        |             |        |             | ●      |             |        | 0           | 1      | 0               |
| 1      | Филип Печнер          |             |        |                 |             |        |             |        |             | ●      |             |        | 0           | 1      | 0               |
| 1      | Сергиј Стаховски      |             |        |                 |             |        |             |        |             | ●      |             |        | 0           | 1      | 0               |
| 1      | Михаил Јужни          |             |        |                 |             |        |             |        |             | ●      |             |        | 0           | 1      | 0               |
| 1      | Кевин Андерсон        |             |        |                 |             |        |             |        |             |        | ●           |        | 1           | 0      | 0               |
| 1      | Пабло Андухар         |             |        |                 |             |        |             |        |             |        | ●           |        | 1           | 0      | 0               |
| 1      | Николај Давиденко     |             |        |                 |             |        |             |        |             |        | ●           |        | 1           | 0      | 0               |
| 1      | Иван Додиг            |             |        |                 |             |        |             |        |             |        | ●           |        | 1           | 0      | 0               |
| 1      | Роџер Федерер         |             |        |                 |             |        |             |        |             |        | ●           |        | 1           | 0      | 0               |
| 1      | Филип Колшрајбер      |             |        |                 |             |        |             |        |             |        | ●           |        | 1           | 0      | 0               |
| 1      | Енди Мари             |             |        |                 |             |        |             |        |             |        | ●           |        | 1           | 0      | 0               |
| 1      | Милош Раонић          |             |        |                 |             |        |             |        |             |        | ●           |        | 1           | 0      | 0               |
| 1      | Жил Симон             |             |        |                 |             |        |             |        |             |        | ●           |        | 1           | 0      | 0               |
| 1      | Рајан Свитинг         |             |        |                 |             |        |             |        |             |        | ●           |        | 1           | 0      | 0               |
| 1      | Станислас Вавринка    |             |        |                 |             |        |             |        |             |        | ●           |        | 1           | 0      | 0               |
| 1      | Симоне Болели         |             |        |                 |             |        |             |        |             |        |             | ●      | 0           | 1      | 0               |
| 1      | Франтишек Чермак      |             |        |                 |             |        |             |        |             |        |             | ●      | 0           | 1      | 0               |
| 1      | Џејмс Серетани        |             |        |                 |             |        |             |        |             |        |             | ●      | 0           | 1      | 0               |
| 1      | Марсел Гранољерс      |             |        |                 |             |        |             |        |             |        |             | ●      | 0           | 1      | 0               |
| 1      | Робин Хасе            |             |        |                 |             |        |             |        |             |        |             | ●      | 0           | 1      | 0               |
| 1      | Роберт Линдстет       |             |        |                 |             |        |             |        |             |        |             | ●      | 0           | 1      | 0               |
| 1      | Марк Лопез            |             |        |                 |             |        |             |        |             |        |             | ●      | 0           | 1      | 0               |
| 1      | Оливер Марах          |             |        |                 |             |        |             |        |             |        |             | ●      | 0           | 1      | 0               |
| 1      | Леонардо Мајер        |             |        |                 |             |        |             |        |             |        |             | ●      | 0           | 1      | 0               |
| 1      | Дик Норман            |             |        |                 |             |        |             |        |             |        |             | ●      | 0           | 1      | 0               |
| 1      | Филип Полашек         |             |        |                 |             |        |             |        |             |        |             | ●      | 0           | 1      | 0               |
| 1      | Адил Шамасдин         |             |        |                 |             |        |             |        |             |        |             | ●      | 0           | 1      | 0               |
| 1      | Кен Скупски           |             |        |                 |             |        |             |        |             |        |             | ●      | 0           | 1      | 0               |
| 1      | Орасио Зебаљос        |             |        |                 |             |        |             |        |             |        |             | ●      | 0           | 1      | 0               |

### Титуле по државама
| Укупно | Држава                 | појединачно | парови | мешовити парови | појединачно | парови | појединачно | парови | појединачно | парови | појединачно | парови | појединачно | парови | мешовити парови |
| ------ | ---------------------- | ----------- | ------ | --------------- | ----------- | ------ | ----------- | ------ | ----------- | ------ | ----------- | ------ | ----------- | ------ | --------------- |
| 25     | САД                    |             | 2      | 2               |             |        |             | 3      | 1           | 2      | 4           | 11     | 5           | 18     | 2               |
| 16     | Србија                 | 3           |        |                 |             |        | 5           | 1      | 1           | 3      | 3           |        | 12          | 4      | 0               |
| 15     | Шпанија                | 1           |        |                 |             |        | 1           |        | 3           |        | 8           | 2      | 13          | 2      | 0               |
| 9      | Велика Британија       |             |        |                 |             |        | 2           |        | 1           | 1      | 2           | 3      | 5           | 4      | 0               |
| 9      | Француска              |             |        |                 |             |        |             | 1      | 1           | 3      | 4           |        | 5           | 4      | 0               |
| 8      | Чешка                  |             |        |                 |             |        |             |        | 2           |        |             | 6      | 2           | 6      | 0               |
| 7      | Канада                 |             | 1      | 1               |             | 1      |             | 1      |             | 1      | 1           | 1      | 1           | 5      | 1               |
| 7      | Аустрија               |             | 1      | 1               |             |        |             |        |             | 2      |             | 3      | 0           | 6      | 1               |
| 6      | Индија                 |             |        |                 |             |        |             | 3      |             |        |             | 3      | 0           | 6      | 0               |
| 6      | Шведска                |             |        |                 |             |        |             |        | 1           |        | 3           | 2      | 4           | 2      | 0               |
| 6      | Италија                |             |        |                 |             |        |             |        |             |        | 1           | 5      | 1           | 5      | 0               |
| 5      | Немачка                |             | 1      |                 |             |        |             |        |             | 1      | 2           | 1      | 2           | 3      | 0               |
| 5      | Швајцарска             |             |        |                 | 1           |        | 1           |        | 1           |        | 2           |        | 5           | 0      | 0               |
| 4      | Белорусија             |             | 1      |                 |             | 1      |             | 1      |             | 1      |             |        | 0           | 4      | 0               |
| 4      | Пакистан               |             |        |                 |             |        |             | 1      |             |        |             | 3      | 0           | 4      | 0               |
| 4      | Румунија               |             |        |                 |             |        |             |        |             | 1      |             | 3      | 0           | 4      | 0               |
| 4      | Аргентина              |             |        |                 |             |        |             |        |             |        | 2           | 2      | 2           | 2      | 0               |
| 4      | Аустралија             |             |        |                 |             |        |             |        |             |        |             | 4      | 0           | 4      | 0               |
| 3      | Бразил                 |             |        |                 |             |        |             |        |             |        |             | 3      | 0           | 3      | 0               |
| 3      | Белгија                |             |        |                 |             |        |             | 1      |             |        |             | 2      | 0           | 3      | 0               |
| 3      | Украјина               |             |        |                 |             |        |             | 1      |             | 1      | 1           |        | 1           | 2      | 0               |
| 3      | Русија                 |             |        |                 |             |        |             |        |             | 1      | 2           |        | 2           | 1      | 0               |
| 3      | Курасао                |             |        |                 |             |        |             |        |             |        |             | 3      | 0           | 3      | 0               |
| 3      | Словачка               |             |        |                 |             |        |             |        |             |        |             | 3      | 0           | 3      | 0               |
| 2      | Хрватска               |             |        |                 |             |        |             |        |             |        | 2           |        | 2           | 0      | 0               |
| 2      | Холандија              |             |        |                 |             |        |             |        |             |        | 1           | 1      | 1           | 1      | 0               |
| 2      | Израел                 |             |        |                 |             |        |             |        |             |        |             | 2      | 0           | 2      | 0               |
| 2      | Мексико                |             |        |                 |             |        |             |        |             | 1      |             | 1      | 0           | 2      | 0               |
| 1      | Летонија               |             |        |                 |             |        |             |        |             |        | 1           |        | 1           | 0      | 0               |
| 1      | Јужноафричка Република |             |        |                 |             |        |             |        |             |        | 1           |        | 1           | 0      | 0               |
| 1      | Бахами                 |             |        |                 |             |        |             |        |             |        |             | 1      | 0           | 1      | 0               |

### Информације о титулама
Тенисери који су током 2011. године освојили своју прву титулу:
- Адил Шамасдин – Јоханезбург (парови)
- Кевин Андерсон – Јоханезбург (појединачно)
- Иван Додиг – Загреб (појединачно)
- Милош Раонић – Сан Хозе (појединачно)
- Робин Хасе – Марсеј (парови), Кицбил (појединачно)
- Леонардо Мајер – Буенос Ајрес (парови)
- Александар Долгополов – Индијан Велс (парови), Умаг (појединачно)
- Пабло Андухар – Казабланка (појединачно)
- Рајан Свитинг – Хјустон (појединачно)
- Симоне Болели – Минхен (парови)
- Скот Липски – Ролан Гарос (мешовити парови)
- Андреас Сепи – Истборн (појединачно)
- Јирген Мелцер – Вимблдон (мешовити парови)
- Метју Ебден – Њупорт (парови)
- Рајан Харисон – Њупорт (парови)
- Алекс Богомолов – Атланта (парови)
- Александер Пеја – Хамбург (парови)
- Фабио Фоњини – Умаг (парови)
- Џек Сок –  Отворено првенство САД (мешовити парови)
- Флоријан Мајер – Букурешт (појединачно)
- Јанко Типсаревић – Куала Лумпур (појединачно)

Тенисери који су током 2011. године одбранили титулу освојену 2010.
- Боб Брајан – Отворено првенство Аустралије (парови), Хјустон (парови), Мадрид (парови)
- Мајк Брајан – Отворено првенство Аустралије (парови), Хјустон (парови), Мадрид (парови)
- Робин Седерлинг – Ротердам (појединачно)
- Новак Ђоковић – Дубаи (појединачно)
- Роберт Линдстет – Казабланка (парови), Бостад (парови)
- Орија Текау – Казабланка (парови), Бостад (парови)
- Рафаел Надал – Монте Карло (појединачно), Ролан Гарос (појединачно)
- Данијел Нестор – Ролан Гарос (парови), Лондон (парови)
- Марди Фиш – Атланта (појединачно)
- Енди Мари – Шангај (појединачно)
- Роџер Федерер – Базел (појединачно), Лондон (појединачно)

## АТП рангирање

### Појединачно
| АТП трка за Лондон | АТП трка за Лондон    | АТП трка за Лондон | АТП трка за Лондон |
| #                  | Играч                 | Поени              | Тур.               |
| ------------------ | --------------------- | ------------------ | ------------------ |
| 1                  | Новак Ђоковић         | 13.475             | 18                 |
| 2                  | Рафаел Надал          | 9.375              | 19                 |
| 3                  | Енди Мари             | 7.380              | 18                 |
| 4                  | Роџер Федерер         | 6.670              | 18                 |
| 5                  | Давид Ферер           | 4.480              | 22                 |
| 6                  | Жо-Вилфрид Цонга      | 3.535              | 24                 |
| 7                  | Томаш Бердих          | 3.300              | 23                 |
| 8                  | Марди Фиш             | 2.965              | 23                 |
| 9                  | Јанко Типсаревић      | 2.395              | 27                 |
| 10                 | Николас Алмагро       | 2.380              | 26                 |
| 11                 | Хуан Мартин дел Потро | 2.315              | 22                 |
| 12                 | Жил Симон             | 2.165              | 28                 |
| 13                 | Робин Седерлинг       | 2.120              | 22                 |
| 14                 | Енди Родик            | 1.940              | 20                 |
| 15                 | Гаел Монфис           | 1.935              | 23                 |
| 16                 | Александар Долгополов | 1.925              | 30                 |
| 17                 | Станислас Вавринка    | 1.820              | 23                 |
| 18                 | Џон Изнер             | 1.800              | 25                 |
| 19                 | Ришар Гаске           | 1.765              | 21                 |
| 20                 | Фелисијано Лопез      | 1.755              | 28                 |

| АТП листа од 26. децембра 2011. | АТП листа од 26. децембра 2011. | АТП листа од 26. децембра 2011. | АТП листа од 26. децембра 2011. | АТП листа од 26. децембра 2011. | АТП листа од 26. децембра 2011. | АТП листа од 26. децембра 2011. | АТП листа од 26. децембра 2011. |
| #                               | Играч                           | Поени                           | Тур.                            | 2010.                           | Највиши                         | Најнижи                         | '10→'11                         |
| ------------------------------- | ------------------------------- | ------------------------------- | ------------------------------- | ------------------------------- | ------------------------------- | ------------------------------- | ------------------------------- |
| 1                               | Новак Ђоковић                   | 13.630                          | 19                              | 3                               | 1                               | 3                               | 2                               |
| 2                               | Рафаел Надал                    | 9.595                           | 20                              | 1                               | 1                               | 2                               | 1                               |
| 3                               | Роџер Федерер                   | 8.170                           | 19                              | 2                               | 2                               | 4                               | 1                               |
| 4                               | Енди Мари                       | 7.380                           | 19                              | 4                               | 3                               | 5                               | Стагнација                      |
| 5                               | Давид Ферер                     | 4.925                           | 23                              | 7                               | 5                               | 7                               | 2                               |
| 6                               | Жо-Вилфрид Цонга                | 4.335                           | 25                              | 13                              | 6                               | 22                              | 7                               |
| 7                               | Томаш Бердих                    | 3.700                           | 24                              | 6                               | 6                               | 10                              | 1                               |
| 8                               | Марди Фиш                       | 2.965                           | 24                              | 16                              | 7                               | 17                              | 8                               |
| 9                               | Јанко Типсаревић                | 2.595                           | 28                              | 49                              | 9                               | 52                              | 40                              |
| 10                              | Николас Алмагро                 | 2.380                           | 27                              | 15                              | 9                               | 15                              | 5                               |
| 11                              | Хуан Мартин дел Потро           | 2.315                           | 22                              | 258                             | 11                              | 485                             | 247                             |
| 12                              | Жил Симон                       | 2.165                           | 28                              | 41                              | 11                              | 41                              | 29                              |
| 13                              | Робин Седерлинг                 | 2.120                           | 22                              | 5                               | 4                               | 13                              | 8                               |
| 14                              | Енди Родик                      | 1.940                           | 20                              | 8                               | 8                               | 21                              | 6                               |
| 15                              | Александар Долгополов           | 1.925                           | 30                              | 48                              | 15                              | 49                              | 33                              |
| 16                              | Гаел Монфис                     | 1.910                           | 23                              | 12                              | 7                               | 16                              | 4                               |
| 17                              | Станислас Вавринка              | 1.820                           | 23                              | 21                              | 13                              | 21                              | 4                               |
| 18                              | Џон Изнер                       | 1.800                           | 25                              | 19                              | 18                              | 47                              | 1                               |
| 19                              | Ришар Гаске                     | 1.765                           | 21                              | 30                              | 11                              | 33                              | 11                              |
| 20                              | Фелисијано Лопез                | 1.755                           | 28                              | 32                              | 20                              | 44                              | 12                              |

#### Тенисери на првом месту у току 2011.
| Играч         | Датум почетка | Датум краја  |
| ------------- | ------------- | ------------ |
| Рафаел Надал  | Крај 2010.    | 3. јул 2011. |
| Новак Ђоковић | 4. јул 2011.  | Крај 2011.   |

### Парови
| АТП листа мушких парова од 26. децембра 2011. | АТП листа мушких парова од 26. децембра 2011. | АТП листа мушких парова од 26. децембра 2011. | АТП листа мушких парова од 26. децембра 2011. | АТП листа мушких парова од 26. децембра 2011. | АТП листа мушких парова од 26. децембра 2011. |
| #                                             | Тим                                           | Поени                                         | Тур.                                          | 2010.                                         | '10→'11                                       |
| --------------------------------------------- | --------------------------------------------- | --------------------------------------------- | --------------------------------------------- | --------------------------------------------- | --------------------------------------------- |
| 1                                             | Боб Брајан Мајк Брајан                        | 10.410                                        | 24                                            | 1                                             | Стагнација                                    |
| 2                                             | Макс Мирни Данијел Нестор                     | 8.480                                         | 23                                            | –                                             | НР                                            |
| 3                                             | Микаел Љодра Ненад Зимоњић                    | 7.500                                         | 20                                            | –                                             | НР                                            |
| 4                                             | Махеш Бупати Леандер Паес                     | 5.170                                         | 16                                            | 223                                           | 219                                           |
| 5                                             | Рохан Бопана Ајсам-ул-Хак Куреши              | 4.650                                         | 27                                            | 8                                             | 3                                             |
| 6                                             | Роберт Линдстет Орија Текау                   | 4.240                                         | 24                                            | 11                                            | 5                                             |
| 7                                             | Јирген Мелцер Филип Печнер                    | 4.210                                         | 15                                            | 10                                            | 3                                             |
| 8                                             | Маријуш Фирстенберг Марћин Матковски          | 4.070                                         | 26                                            | 4                                             | 4                                             |
| 9                                             | Ерик Буторак Жан-Жилијен Ројер                | 3.150                                         | 30                                            | 19                                            | 10                                            |
| 10                                            | Марсело Мело Бруно Соарес                     | 2.345                                         | 27                                            | 14                                            | 4                                             |

| АТП листа дубл играча од 26. децембра 2011. | АТП листа дубл играча од 26. децембра 2011. | АТП листа дубл играча од 26. децембра 2011. | АТП листа дубл играча од 26. децембра 2011. | АТП листа дубл играча од 26. децембра 2011. | АТП листа дубл играча од 26. децембра 2011. | АТП листа дубл играча од 26. децембра 2011. | АТП листа дубл играча од 26. децембра 2011. |
| #                                           | Играч                                       | Поени                                       | Тур.                                        | 2010.                                       | Највиши                                     | Најнижи                                     | '10→'11                                     |
| ------------------------------------------- | ------------------------------------------- | ------------------------------------------- | ------------------------------------------- | ------------------------------------------- | ------------------------------------------- | ------------------------------------------- | ------------------------------------------- |
| 1                                           | Боб Брајан                                  | 9.920                                       | 24                                          | 1T                                          | 1T                                          | 1T                                          | Стагнација                                  |
| =                                           | Мајк Брајан                                 | 9.920                                       | 24                                          | 1T                                          | 1T                                          | 1T                                          | Стагнација                                  |
| 3                                           | Макс Мирни                                  | 8.210                                       | 23                                          | 7                                           | 3                                           | 7                                           | 4                                           |
| =                                           | Данијел Нестор                              | 8.210                                       | 24                                          | 3T                                          | 3                                           | 5T                                          | Стагнација                                  |
| 5                                           | Микаел Љодра                                | 7.500                                       | 21                                          | 29                                          | 3                                           | 29                                          | 24                                          |
| 6                                           | Ненад Зимоњић                               | 7.500                                       | 25                                          | 3T                                          | 3                                           | 6                                           | 3                                           |
| 7                                           | Махеш Бупати                                | 5.270                                       | 20                                          | 6                                           | 5                                           | 7                                           | 1                                           |
| 8                                           | Леандер Паес                                | 5.170                                       | 16                                          | 5                                           | 5                                           | 11                                          | 3                                           |
| 9                                           | Ајсам-ул-Хак Куреши                         | 4.720                                       | 29                                          | 18                                          | 8                                           | 20                                          | 9                                           |
| 10                                          | Филип Печнер                                | 4.605                                       | 29                                          | 20                                          | 9                                           | 26                                          | 10                                          |
| 11                                          | Рохан Бопана                                | 4.560                                       | 28                                          | 16                                          | 9                                           | 19                                          | 5                                           |
| 12                                          | Орија Текау                                 | 4.310                                       | 30                                          | 19                                          | 9                                           | 22                                          | 7                                           |
| 13                                          | Јирген Мелцер                               | 4.260                                       | 19                                          | 8                                           | 7                                           | 16                                          | 5                                           |
| 14                                          | Маријуш Фирстенберг                         | 4.195                                       | 27                                          | 12T                                         | 10                                          | 16                                          | 2                                           |
| =                                           | Марћин Матковски                            | 4.195                                       | 27                                          | 12T                                         | 9                                           | 15T                                         | 2                                           |
| 16                                          | Роберт Линдстет                             | 3.910                                       | 26                                          | 21                                          | 12                                          | 22                                          | 5                                           |
| 17                                          | Оливер Марах                                | 3.100                                       | 30                                          | 11                                          | 9                                           | 18                                          | 6                                           |
| 18                                          | Александер Пеја                             | 2.890                                       | 31                                          | 103                                         | 18                                          | 103                                         | 85                                          |
| 19                                          | Бруно Соарес                                | 2.840                                       | 31                                          | 35                                          | 19                                          | 38                                          | 16                                          |
| 20                                          | Ерик Буторак                                | 2.700                                       | 30                                          | 36                                          | 17T                                         | 36                                          | 16                                          |
| =                                           | Жан-Жилијен Ројер                           | 2.700                                       | 30                                          | 41                                          | 17                                          | 41                                          | 21                                          |

## Тенисери са највећом зарадом у току 2011.
| #                    | Играч            | Појединачно | Парови | Зарада ($) |
| -------------------- | ---------------- | ----------- | ------ | ---------- |
| 1.                   | Новак Ђоковић    | 12.595.903  | 23.900 | 12.619.803 |
| 2.                   | Рафаел Надал     | 7.603.218   | 64.996 | 7.668.214  |
| 3.                   | Роџер Федерер    | 6.320.726   | 48.850 | 6.369.576  |
| 4.                   | Енди Мари        | 5.088.235   | 91.856 | 5.180.091  |
| 5.                   | Жо-Вилфрид Цонга | 3.128.436   | 45.533 | 3.173.969  |
| 6.                   | Давид Ферер      | 3.104.854   | 9.050  | 3.113.904  |
| 7.                   | Томаш Бердих     | 2.521.127   | 55.686 | 2.576.813  |
| 8.                   | Марди Фиш        | 1.830.629   | 51.462 | 1.882.091  |
| 9.                   | Јанко Типсаревић | 1.614.588   | 78.324 | 1.692.912  |
| 10.                  | Николас Алмагро  | 1.511.185   | 59.822 | 1.571.007  |
| подаци за крај 2011. |                  |             |        |            |

## Расподела поена
| Категорија                      | П           | Ф          | ПФ        | ЧФ                                                                                  | ОФ                                                                                  | ШФ                                                                                  | 2К                                                                                  | 1К                                                                                  | ПКВ                                                                                 | КВ3                                                                                 | КВ2                                                                                 | КВ1                                                                                 |
| ------------------------------- | ----------- | ---------- | --------- | ----------------------------------------------------------------------------------- | ----------------------------------------------------------------------------------- | ----------------------------------------------------------------------------------- | ----------------------------------------------------------------------------------- | ----------------------------------------------------------------------------------- | ----------------------------------------------------------------------------------- | ----------------------------------------------------------------------------------- | ----------------------------------------------------------------------------------- | ----------------------------------------------------------------------------------- |
| Гренд слем (128ПО)              | 2000        | 1200       | 720       | 360                                                                                 | 180                                                                                 | 90                                                                                  | 45                                                                                  | 10                                                                                  | 25                                                                                  | 16                                                                                  | 8                                                                                   | 0                                                                                   |
| Гренд слем (64ПА)               | 2000        | 1200       | 720       | 360                                                                                 | 180                                                                                 | 90                                                                                  | –                                                                                   | 0                                                                                   | 25                                                                                  | –                                                                                   | 0                                                                                   | 0                                                                                   |
| Завршни турнир сезоне (8ПО/8ПА) | 1500^ 1100m | 1000^ 600m | 600^ 200m | (200 за сваку победу у групи, +400 за победу у полуфиналу, +500 за победу у финалу) | (200 за сваку победу у групи, +400 за победу у полуфиналу, +500 за победу у финалу) | (200 за сваку победу у групи, +400 за победу у полуфиналу, +500 за победу у финалу) | (200 за сваку победу у групи, +400 за победу у полуфиналу, +500 за победу у финалу) | (200 за сваку победу у групи, +400 за победу у полуфиналу, +500 за победу у финалу) | (200 за сваку победу у групи, +400 за победу у полуфиналу, +500 за победу у финалу) | (200 за сваку победу у групи, +400 за победу у полуфиналу, +500 за победу у финалу) | (200 за сваку победу у групи, +400 за победу у полуфиналу, +500 за победу у финалу) | (200 за сваку победу у групи, +400 за победу у полуфиналу, +500 за победу у финалу) |
| АТП Мастерс 1000 (96ПО)         | 1000        | 600        | 360       | 180                                                                                 | 90                                                                                  | 45                                                                                  | 25                                                                                  | 10                                                                                  | 16                                                                                  | –                                                                                   | 8                                                                                   | 0                                                                                   |
| АТП Мастерс 1000 (56ПО/48ПО)    | 1000        | 600        | 360       | 180                                                                                 | 90                                                                                  | 45                                                                                  | –                                                                                   | 10                                                                                  | 25                                                                                  | –                                                                                   | 16                                                                                  | 0                                                                                   |
| АТП Мастерс 1000 (32ПА/24ПА)    | 1000        | 600        | 360       | 180                                                                                 | 90                                                                                  | 0                                                                                   | –                                                                                   | –                                                                                   | –                                                                                   | –                                                                                   | –                                                                                   | –                                                                                   |
| АТП 500 (56ПО/48ПО)             | 500         | 300        | 180       | 90                                                                                  | 45                                                                                  | 20                                                                                  | –                                                                                   | 0                                                                                   | 10                                                                                  | –                                                                                   | 4                                                                                   | 0                                                                                   |
| АТП 500 (32ПО)                  | 500         | 300        | 180       | 90                                                                                  | 45                                                                                  | 0                                                                                   | –                                                                                   | –                                                                                   | 20                                                                                  | –                                                                                   | 10                                                                                  | 0                                                                                   |
| АТП 500 (24ПА)                  | 500         | 300        | 180       | 90                                                                                  | 45                                                                                  | 0                                                                                   | –                                                                                   | –                                                                                   | –                                                                                   | –                                                                                   | –                                                                                   | –                                                                                   |
| АТП 500 (16ПА)                  | 500         | 300        | 180       | 90                                                                                  | 0                                                                                   | –                                                                                   | –                                                                                   | –                                                                                   | –                                                                                   | –                                                                                   | –                                                                                   | –                                                                                   |
| АТП 250 (56ПО/48ПО)             | 250         | 150        | 90        | 45                                                                                  | 20                                                                                  | 10                                                                                  | –                                                                                   | 0                                                                                   | 5                                                                                   | 3                                                                                   | 0                                                                                   | 0                                                                                   |
| АТП 250 (32ПО/28ПО)             | 250         | 150        | 90        | 45                                                                                  | 20                                                                                  | 0                                                                                   | –                                                                                   | –                                                                                   | 12                                                                                  | 6                                                                                   | 0                                                                                   | 0                                                                                   |
| АТП 250 (24ПА)                  | 250         | 150        | 90        | 45                                                                                  | 20                                                                                  | 0                                                                                   | –                                                                                   | –                                                                                   | –                                                                                   | –                                                                                   | –                                                                                   | –                                                                                   |
| АТП 250 (16ПА)                  | 250         | 150        | 90        | 45                                                                                  | 0                                                                                   | –                                                                                   | –                                                                                   | –                                                                                   | –                                                                                   | –                                                                                   | –                                                                                   | –                                                                                   |